# Roos (Angleterre)
Pour les articles homonymes, voir Roos.
Roos est une paroisse civile et un village du Yorkshire de l'Est, en Angleterre.